# 2 (serviço do Metrô de Nova Iorque)

Serviço 2
(Seventh Avenue Express)

Serviço 2 (Seventh Avenue Express) é um dos serviços de trânsito rápido  (rotas) do metrô de Nova Yorque. Sobre os sinais de estações e de rota, e no mapa do metrô oficial, este serviço é marcado por uma etiqueta vermelha () devido à utilização da linha IRT Broadway – Seventh Avenue Line. O serviço conta com 61 estações em operação.